# Passe-Partout (émission de télévision)
Pour les articles homonymes, voir Passe-partout.
Passe-Partout est une émission de télévision québécoise pour enfants en 289 épisodes de 30 minutes conçue pour l'éducation préscolaire, financée par le ministère de l'Éducation du Québec et diffusée entre le 14 novembre 1977 et le 16 janvier 1992 sur Radio-Québec et rediffusée le lendemain à la Télévision de Radio-Canada.
Entre 25 février 2019 et 2024, une nouvelle version de la série est diffusée sur les ondes de Télé-Québec, produite par Attraction Images. Lors de la diffusion du premier épisode de la cinquième génération diffusé le 25 février 2019 et le 16 août 2024, 707 000 téléspectateurs étaient à l'écoute.

## Historique
Dès son lancement aux États-Unis en 1969, la série Sesame Street, mettant en vedette les marionnettes créées par Jim Henson, connaît beaucoup de succès auprès des jeunes d'âge préscolaire et des éducateurs professionnels.

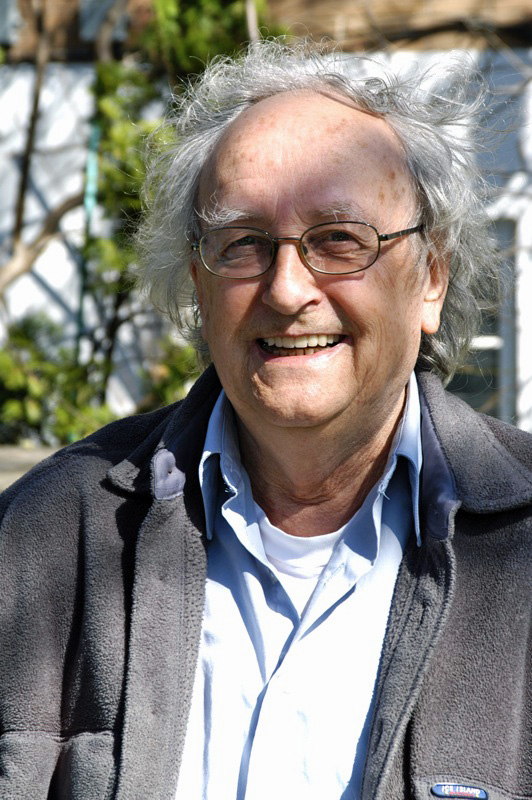
Laurent Lachance en 2010, le « père de Passe-Partout ».

En 1970, le gouvernement du Québec, motivé par la philosophie du programme Head Start aux États-Unis, lance l'Opération renouveau avec pour objectif de donner aux enfants issus de milieux défavorisés l'accès à des maternelles à mi-temps. L'instauration de tels établissements à l'échelle du Québec s'avérant une solution très coûteuse, on opte pour une démarche moins onéreuse et inspirée de Sesame Street, soit la production d'une série télévisée.
À l'automne 1971, le ministère de l'Éducation demande à son Service général des moyens d'enseignement (SGME) de concevoir et de produire une série télévisée originale et Québécoise destinée à l'éducation des enfants d'âge préscolaire. C'était le mandat initial et le commencement d'une très longue et tumultueuse période de gestation, presque sept ans en fait, avant que ne débute le tournage des épisodes,,.

### Le «père de Passe-Partout»
Le projet chemine au sein du ministère et, en 1972, son exécution est finalement confiée à Laurent Lachance, alors chargé de projets pédagogiques au SGME et considéré aujourd'hui comme « le père de Passe-Partout »,,.
Le SGME entreprend des échanges sur le concept avec Radio-Québec, société d'État créée en 1968 et mandatée pour concevoir et produire des émissions de télévision éducative et culturelle. Laurent Lachance et ses collaboratrices, Louise Poliquin et Carmen Bourassa, développent le concept sans relâche mais « les tensions sont constantes entre le SGME et Radio-Québec ». Après trois années de discussions, c'est l'impasse et en 1975, Laurent Lachance recommande au patron du SGME d'«aller voir ailleurs». Le patron lui répond: «D'accord, Laurent. Tu as fait la preuve que Radio-Québec est incapable de produire cette série. On va aller voir ailleurs. On va aller au privé.» Après un appel d'offres, le SGME et le ministère de l'Éducation choisissent la proposition faite par JPL Production, une filiale de Télé-Métropole et, le 14 février 1977, confient à cette société la production d'une série de télévision de 125 épisodes pour enfants « s'adressant à la population globale, avec une attention particulière au milieu défavorisé ».
Depuis ses origines le projet avait été baptisé Saperlipopette, et ce même au printemps de 1977, quand le ministre de l'Éducation, Jacques-Yvan Morin, donne le feu vert. Mais à la veille du tournage des épisodes par JPL Production, en juin 1977, un sous-ministre exige un changement de nom. Saperlipopette est un juron, anodin peut-être, mais un juron quand même et on ne peut donner ce nom à une émission pour enfants. Laurent Lachance doit trouver un autre nom sur-le-champ. Ce sera Passe-Partout .
Passe-Partout est non seulement le nom du personnage fort de la série, mais il a une autre qualité. Laurent Lachance estime, en effet, que ce nom est symboliquement très proche de celui de Sesame Street. «Ces deux titres sous-tendent des valeurs analogues: la clé du savoir, de l'ouverture au monde».
La première diffusion de la série Passe-Partout a lieu deux ans plus tard, le 15 novembre 1977,. L'émission est diffusée à Radio-Canada, à Radio-Québec et TV Ontario.

### Succès et pétition à l'Assemblée nationale
La première édition de la série de Passe-Partout, celle de 1977 à 1979, est un grand succès à travers le Québec. Ainsi, en 1980, le premier album des chansons originales tirées de la série se vend à 175 000 exemplaires et obtient le Félix du disque le plus vendu toutes catégories confondues. « Lorsque le public se rend compte qu'il n'y aura pas d'autres épisodes que les 125 premiers, les protestations fusent et une pétition de 85 000 noms est déposée à l'Assemblée nationale pour exiger une suite! ». En bout de piste, en 1991, on aura réalisé 289 épisodes d'une durée de 30 minutes chacun. Un net dépassement du mandat initial.
La série Passe-Partout est diffusée et rediffusée à la télévision de Radio-Canada, de Télé-Québec et de TV Ontario jusqu'en 1998. Pendant plusieurs années, les principaux personnages de la série-culte font des tournées théâtrales au Québec et au Canada francophone. Les enfants du Québec qui ont grandi avec cette série font partie de ce qu'on appelle la « génération Passe-Partout ». En 2006, on annonce le lancement d'un premier coffret DVD de la série.

### La ministre de la Culture souligne le30eanniversairede création
En 2007, la ministre de la Culture, des Communications et de la Condition féminine, Christine St-Pierre, et le député de Borduas, Pierre Curzi, font adopter par l'Assemblée nationale du Québec une motion pour rendre hommage à Passe-Partout, à ses interprètes et à Laurent Lachance, à l'occasion du 30e anniversaire de création de la série.

« (…) il faut féliciter les créateurs de Passe-Partout. (…) Et il faut également saluer ces artistes: Jacques L'Heureux, Marie Eykel, Claire Pimparé, Pierre Dufresne, Kim Yaroshevskaya. Et merci également, évidemment, à Laurent Lachance. Et je veux leur dire que nous sommes très, très fiers d'eux. »

— Christine St-Pierre
Puis en décembre 2009, l'histoire se répète. L'album musical Génération Passe-Partout est certifié disque d'or, une compilation de 17 morceaux tirés de la célèbre série et reprises par des artistes contemporains,

### «Ce pur enchantement pour une génération d'enfants»
La série Passe-Partout, « ce pur enchantement pour une génération d'enfants », s'appuyait sur des valeurs éternelles: « la confiance et le respect de soi, la capacité d'exprimer des sentiments, la découverte de sa vie intérieure et l'ouverture sur le monde ». Steve Proulx, auteur de L'Opération Passe-Partout, sorti en 2007, s'intéresse ainsi aux auteurs de la série culte et il souligne particulièrement le témoignage de Laurent Lachance, « grand magicien rêveur devant l'Éternel ». Proulx révèle aussi que « Passe-Partout a été créée par une équipe des plus éclectiques »... Que cette « rencontre entre fonctionnaires, comédiens, pédagogues, musiciens, psychologue, réalisateurs, marionnettistes a provoqué une étonnante réaction. Et que c'est cette alchimie qui a fait naître la série pour tout-petits la plus marquante de l'histoire canadienne ».

## Structure de l'épisode
Chaque épisode de la série est divisé en trois volets: les marionnettes, les fantaisistes et l'entrevue avec les enfants.
Les marionnettes
L'objectif premier de Passe-Partout est d'inculquer aux enfants la confiance en soi et, pour y parvenir, on recrée un milieu de vie qui leur est familier. Or les marionnettes permettent de réaliser des mises en situation avec les parents, les amis, les voisins, d'établir une distanciation entre les enfants et les personnages, et donnent à ceux-ci la possibilité d'aller plus loin dans l'expression des émotions.
Les fantaisistes
Les fantaisistes complètent l'imaginaire des marionnettes en interprétant des exercices de motricité et des situations physiques. La présence humaine apporte une chaleur, qui est essentielle au module de confiance qui survient généralement en fin d'émission. Les principaux fantaisistes sont Passe-Carreau, Passe-Partout et Passe-Montagne.
L’entrevue avec les enfants
L'entrevue avec les enfants est la « marque » de la série. Ce volet livre un message clair aux enfants en les invitant à passer à l'action, à sortir de l'émission, à s'intéresser à quelque chose de réel, bref à se dire: « Moi aussi, j'suis capable! ».

## L'Équipe de Passe-Partout

### Comédiens

#### 1reGénération(1977-1979)
- Marie Eykel : Passe-Partout
- Jacques L'Heureux : Passe-Montagne
- Claire Pimparé : Passe-Carreau
- Pierre Dufresne : Fardoche
- Kim Yaroshevskaya : Grand-Mère
- André Cartier : André
- Jocelyne Goyette : Julie

- Reine France : Lucille
- Jacques Thériault : Tancrède
- J. Léo Gagnon : Ti-Toine
- Serge Turgeon : Le pharmacien
- Septimiu Sever : Johnny maître cordonnier
- Edgar Fruitier : le vétérinaire
- Marc Legault : le pompier et ami de Julie

#### 2eà4eGénérations(1983 à 1992)
- Marie Eykel : Passe-Partout
- Jacques L'Heureux : Passe-Montagne
- Sylvie Gosselin : Tourmaline (2e et 4e génération; 1984; 1991-1992)
- Claire Pimparé : Passe-Carreau (2e génération; jusqu'à 1984)
- Pierre Dufresne : Fardoche (2e génération; jusqu'à 1984)
- Jani Pascal : Bubu (2e génération; 1983-1984)
- Linda Sorgini : Lourloupette (3e génération; 1987-1988)
- Sylvie Potvin : Chari-Vari (3e génération 1987-1988)
- Daniel Dõ : Passe-Midi (3e et 4e générations; 1988-1992)
- Joujou Turenne : Passe-Tourelle (3e et 4e générations; 1988-1992)
- Denis Mercier : Tourbillon (le père de Tourmaline) (4e génération; 1991-1992)
- Mariline Trahan : Oran (3e et 4e génération; 1987-1992)
- Marcelle Hudon : Outan (3e et 4e génération; 1987-1992)

#### 5eGénération(2019-2024)
- Élodie Grenier : Passe-Partout
- Jean-François C. Pronovost : Passe-Montagne
- Gabrielle Fontaine : Passe-Carreau
- Widemir Normil : Fardoche
- Danielle Proulx : Grand-Mère[15]
- Chadi Alhelou : Tancrède
- Élodie Grenier : Passe-Partout

Élodie Grenier, née en 1991 et originaire de Boisbriand, sur la rive nord de Montréal. Elle a étudié au Conservatoire d’art dramatique de Québec. Depuis 2018, elle personnifie Passe-Partout autant à la télé qu’au théâtre et même avec l’Orchestre Métropolitain pour le spectacle Passe-Partout Symphonique.
Selon 7 Jours, le magazine d’actualité artistique et culturelle, on pourra voir la comédienne dans la prochaine saison d’Alertes, à TVA. Elle y jouera le rôle de Catherine Vézina.  
Jean-François C. Pronovost : Passe-Montagne
Jean-François C. Pronovost, acteur et animateur canadienne. Diplômé de l’École Nationale de théâtre du Canada en 2012, il enchaine depuis de nombreux rôles percutants. Au petit écran, c’est en 2013 qu’il a fait sa première apparition sur les ondes de Télé-Québec dans l’émission Tactik et il est depuis 2018 Passe-Montagne dans l'émission jeunesse Passe-Partout.
Lors de la dernière interview accordée en octobre 2023 à Journal de Montréal, Jean-François C. Pronovost a déclaré qu’il était un fan fini de l’émission « Bouledogue Bazar ».
Gabrielle Fontaine : Passe-Carreau
Gabrielle Fontaine, née le 4 juin 1993, est une actrice québécoise. À l’âge de 15 ans, elle obtient son premier contrat à la télévision, dans la télésérie jeunesse Tactik. Depuis 2018, Gabrielle Fontaine personnifie Passe-Carreau dans l'émission jeunesse Passe-Partout. Elle est la fille de Martin Fontaine, célèbre imitateur d'Elvis Presley.
Selon les informations publiées en Journal de Montréal, en octobre 2024, Gabrielle Fontaine a annoncé son mariage avec son amoureux, Jonathan.

### Marionnettes

#### 1reGénération
- Ève Gagnier : voix de Cannelle
- Mirielle Lachance : voix de Pruneau
- Robert Maltais : voix de Perlin
- Louise Rémy : voix de Perline
- Jean-Claude Robillard : voix de Grand-Papa Bi
- Paul Berval : voix d'Alakazou
- Élizabeth Chouvalidzé : voix de Rigodon
- Michèle Deslauriers : voix de Ti-Brin, de Zig Zag et de Bijou
- Jacques Brouillet : voix de Virgule
- Gaétan Gladu : voix de pantins à 5 sens (Porte-Mains, Porte-Nez, Porte-Bouche, Porte-Oreilles, Porte-Yeux), variés.
- Normand Gélinas : voix de Guillemet
- Jocelyne Goyette : voix de Mélodie
- Marthe Choquette : voix de Mme Coucou
- Hélène Lasnier : voix de Carmine
- Nicole Fontaine : voix de Doualé
- Yolande Michaud : voix de Porte-Plume
- Pierre Dufault : voix d'annonceur
- Louise Matteau : voix d'Alakazique
- Ronald France : voix de M. Belles-Dents
- Pierre Régimbald : créateur des marionnettes et manipulateur
- Nicole Lapointe : créatrice des marionnettes et manipulatrice

#### 2eà4eGénérations
- Ève Gagnier : voix de Cannelle (jusqu'en 1984)
- Lucie Beauvais : 2e voix de Cannelle (2e au 4e génération; 1983-1992)
- Mirielle Lachance : voix de Pruneau (2e au 4e génération; 1983-1992)
- Robert Maltais : voix de Perlin (2e au 4e génération; 1983-1992)
- Louise Rémy : voix de Perline (2e au 4e génération; 1983-1992)
- Paul Berval : voix de Alakazou (2e au 4e génération; 1983-1992)
- Michèle Deslauriers : voix de Ti-Brin (2e au 4e génération; 1983-1992)
- Jean-Claude Robillard : Voix de Grand-Papa Bi (2e génération; jusqu'à 1984)
- Jocelyne Goyette : voix de Mélodie (2e génération et 3e génération; jusqu'à 1988)
- Marthe Choquette : voix de Madame Coucou (2e génération; jusqu'à 1984)
- Élizabeth Chouvalidzé : voix de Rigodon (2e génération; jusqu'à 1984)
- Hélène Lasnier : voix de Carmine (2e génération; jusqu'à 1984)
- Nicole Fontaine : voix de Doualé (2e génération; jusqu'à 1984)

- Jean-Luc Montminy : voix de Tamarin (2e génération; 1983-1984)
- Thérèse Perreault : voix de Giboulé (2e génération; 1983-1984), Mélidor (3e et 4e générations; 1988-1992)
- Marie-Renée Patry : voix de Tintinabulle (manipulée par France Chevrette et puis Francine Côté) (3e génération et 4e génération; jusqu'à 1987-1992)
- Mong Thu Vuong : voix de Jade (3e génération; 1987-1988)
- Joujou Turennes : voix de Mirio (3e génération; 1987-1988)
- Manuel Hurtubise : voix de Pluriel (3e génération; 1987-1988)
- Any Perini: voix de Minella (3e génération; 1987-1988)
- Chantal Baril : voix de Mélise (4e génération; 1989-1992)
- Louise Bombardier : voix de Coralie (4e génération; 1989-1992)
- Pablo Gomez : voix de Mucho (4e génération; 1989-1992)
- Monique Joly : voix de Corail (4e génération; 1989-1992)
- Lise Thouin : voix de Loriot (4e génération; 1989-1992)
- Mirielle Métillus : voix de Milianne (4e génération; 1989-1992)
- Lucie St-Cyr : voix de Vilaris (4e génération; 1989-1992)
- Yvon Roy : voix de Fusain (4e génération; 1989-1992)
- Maryse Gagné : voix de Anis (4e génération; 1989-1992)

#### 5eGénération(2019-2024)
- Rosemarie Houde : Cannelle (voix)
- Julie Beauchemin : Pruneau (voix)
- Martin Rouette : Perlin (voix)
- Caroline Lavigne[19] : Perline (voix)
- Thiéry Dubé : Grand-papa Bi (voix)
- Natalie Tannous : Madame Coucou (voix)
- Claude Gagnon[20] : Alakazoo (voix)
- Marc St-Martin : Zig-Zag (voix)
- François-Nicolas Dolan : Virgule (voix)
- Sylvie Comtois : Ti-Brin (voix et manipulation)
- Line Boucher : Mélodie (voix et manipulation)
- Anne Lalancette[21] : Kiwi (voix et manipulation)
- Michel Ledoux : Manipulation
- André Meunier : Manipulation
- Michel Ranger : Manipulation

### Scénaristes
1re génération: 1977-1979
- Bernard Tanguay
- Michèle Poirier
- Ronald Prégent

2e et 3e génération:1983-1984, 1987
- Jean-Pierre Liccioni
- Jocelyne Goyette

4e génération: 1988-1992
- Jacqueline Barrette
- Jocelyne Goyette (Seulement 33 épisodes)
- Marie-Christine Lussier

5e génération: 2019-2024
- Simon Boulerice
- Annie Langlois
- Sophie Legault (Script-éditrice)
- Mélissa Veilleux

### Compositeurs
- Pierre F. Brault
- Michel Robidoux

### Responsables pédagogiques
- Carmen Bourassa
- Louise Poliquin

### Concepteur
- Laurent Lachance

### Réalisateurs
- François Côté : coordination et marionnettes, Claude Boucher: scènes des « fantaisistes » (comédiens), Jean-Pierre Licioni : scènes des « fantaisistes » (comédiens), Gabriel Hoss : scènes dites « enfants réels », Yves Michon : scènes dites « enfants réels », Pierre Tremblay : scènes dites « enfants réels ».
- Réalisateurs 5e génération 2019 : Alain Jacques (coordonnateur et réalisateur principal), Julien Hurteau (enfants réels et studio), Marie-Julie Parent (enfants réels)

### Producteur délégué
- René Jean Savard

## Description des personnages

### Personnages
- Passe-Partout

Bien que l’émission porte son nom, Passe-Partout n’est pas le personnage principal de l’émission. En réalité, ils sont plusieurs et chacun a son rôle à jouer. Celui de Passe-Partout était au niveau des émotions. Elle aidait les enfants à sortir de leur coquille et à communiquer ce qu’ils ressentaient lors de diverses occasions. Pour ce faire, elle leur racontait elle-même ses petites histoires et disait ce qu’elle avait ressentit lorsque c’est arrivé. Que ce soit de la joie, de la tristesse, de l’inquiétude, de l’égoïsme, de la fureur, elle trouvait les bons mots pour l’expliquer. Par contre, elle ne trouvait pas toujours les bons mots en plein feu de l’action, mais bien ensuite, avec un peu de recul. Elle disait à l’enfant que la prochaine fois elle pourrait faire ou dire cela à la place et ça démontrait à l’enfant que lorsqu’un problème survient, ce n’est pas grave, qu’il est possible de le résoudre et que même si nous ne trouvons pas une solution immédiatement, nous pourrons en trouver une plus tard. Bref, son but était de démontrer qu’il est très important de faire part de nos sentiments aux autres personnes, ainsi ils peuvent nous comprendre et ça peut régler des conflits. Dans ses confidences, elle parle peu de sa famille, de ses parents et de sa grande sœur, elle parle beaucoup de son affection pour Grand-Mère et sa grande amitié avec Passe-Montagne.
- Passe-Carreau

Passe-Carreau est un des personnages principaux que l’on appelle les fantaisistes. Son rôle était de faire bouger l’enfant pour qu’il exécute des exercices et de lui montrer ce qu’il pouvait faire comme sauter, se bercer, s’étirer, etc. Elle voulait que l’enfant prenne conscience de son corps et qu’il arrive à faire bouger les différentes parties de celui-ci, bref, d’avoir une bonne coordination. Elle faisait également développer le sens de l’observation et le sens de la déduction chez l’enfant. Nous n’avons qu’à penser à la boîte dans laquelle il y avait des objets cachés. Comme par exemple : « Ça ne se boit pas, ça se mange, c’est jaune et on doit enlever la pelure. C’est une banane! ». Sans oublier les carrés logiques qu’elle faisait avec Passe-Montagne. « La fourmi le dit, la souris le crie, c’est ici que c’est écrit » et « Trouvera, trouvera pas, ce qui va, ce qui n’va pas ». L’enfant développait son côté logique ainsi en se questionnant sur des idées bizarres tel que : « est-ce possible de peigner une orange » ou encore « je bois du pain ». Donc, Passe-Carreau avait définitivement une place bien à elle dans la série, comme tous les autres personnages d’ailleurs.
- Passe-Montagne

Passe-Montagne était le personnage qui faisait parler l’enfant et lui faisait faire des exercices vocaux et de phonétique. Il tentait de prononcer des phrases qui pouvaient être difficiles à prononcer en demandant à l’enfant de faire comme lui. Il se trompait de façon invariable. Cela démontrait à l’enfant qu'il était normal de ne pas réussir du premier coup, que ça prenait de l'entraînement avant d’y arriver. Par exemple, le mot électricité. «Moi, je connais ça, l’estricité!» Mais l'ampoule demeurait éteinte tant qu’il ne réussirait pas à prononcer le mot correctement. Passe-Montagne était également l’homme de service. Étant le seul mâle de l’appartement, il lui arrivait souvent d’être le bouc émissaire des filles, sans que cela soit méchant. Elles se plaisaient à l’appeler « le grand », mais il n’aimait pas toujours cela. Malgré tout, les trois fantaisistes vivaient en harmonie et ils s’entendaient très bien ensemble.
- Grand-Mère

Grand-Mère vivait près des trois Passe. Elle participait à des scènes les impliquant et faisait office de raconteuse. Grand-mère était la grand-maman de tout un chacun sans pour autant avoir de lien de parenté avec eux à proprement parler. Elle les aimait comme s’ils étaient tous ses petits-fils et petites-filles et tout le monde l’aimait. Elle leur montrait à faire à manger, comment faire un journal de quartier, comment se désennuyer et perdait régulièrement son chat nommé Passe-Poils. Elle nous racontait souvent des histoires toutes plus abracadabrantes les unes que les autres, nées d'une imagination sans borne. Dans son salon contient plusieurs souvenirs qui lui rappelle son enfance et son adolescence qu'elle a gardé.

- Fardoche

Fardoche était l’homme de la ferme. Apprécié de tous comme le serait un oncle dont la visite est appréciée, il connaissait un tas d'informations sur les animaux de la ferme, la campagne, le potager, etc. En somme, il présentait aux enfants diverses choses qui ne se voient pas en habitant en ville. Fardoche était rigolo et toujours prêt à faire rire, par exemple lorsqu'il est arrivé chez les fantaisistes avec une tuque qu'il refusait d'enlever car il n'avait plus de cheveux dessous ou encore lorsqu'il a caché les moustaches parfumées de Passe-Montagne pour lui jouer un tour. Fardoche était un véritable boute-en-train. Il mentionne une fois qu'il vient d'une famille de 14 à la maison, les prénoms de ses 11 frères et sœurs commence par la lettre « J ».
- Julie

Julie, qui faisait de brèves apparitions selon la thématique de l'épisode, occupait toujours un emploi différent: enseignante à la maternelle, bibliothécaire, caissière d'épicerie et/ou fleuriste Tout comme André, elle faisait partie de l'émission de façon sporadique. Son interprète, Jocelyne Goyette, créa les vêtements de son personnage car elle vient avec ses vêtements de tous les jours, elle est une des rares de la distribution qui apparaît dans les séquences «enfants».
- André

André était un personnage coloré, un peu bouffon, pas trop sage mais toutefois très débrouillard. Il appréciait les travaux manuels et aimait bricoler. Il était un bon ami des fantaisistes, au même titre que Julie. Il a l'aspect du "grand frère", il amène souvent Passe-Montagne et Passe-Carreau à travailler ou Passe-Partout au zoo, il aide souvent Grand-mère faire l'épicerie ou faire des courses et même mettre une tapisserie au détriment de celle-ci. André ne se gêne pas de mettre à l'ordre Passe-Montagne après sa pétage de coche sur la malpropreté du parc ou il le remplace auprès des filles quand Passe-Montagne s'absente! Il a fait des scènes marquantes dans la série à tel point qu'il est la cause d'une confidence entre Passe-Partout et Passe-Carreau quand celles-ci regrettent de l'avoir rejeter pour un murale.

### Marionnettes
- Cannelle

Cannelle était la sœur jumelle de Pruneau et la fille de Perlin et Perline. Elle avait l’âge moyen visé par l’émission, c’est-à-dire 4 ans. Elle représentait une petite fille dans laquelle les jeunes auditeurs pouvaient se reconnaître. Elle vivait toutes sortes d’aventures qu'elle partageait avec le public. Son jouet préféré était un petit phoque nommé Biscuit et elle s’entendait généralement très bien avec son frère, avec qui elle partageait son cercle d’amis. D’ailleurs, alors qu'ils avaient une chicane pour déterminer si Doualé était l’amie de Cannelle ou de Pruneau, il fut déterminé qu'elle était l’amie des deux, lesquels entretenaient une belle complicité.
- Pruneau

Pruneau était le jumeau de Cannelle. Tout comme sa sœur, il vivait toutes sortes d’aventures que les garçons de son âge vivent habituellement. Il était parfois un peu fanfaron, mais ce n’était qu’une façade; s'il aimait bien braver et faire comme s’il n’avait peur de rien, ce n’était pas vraiment le cas. Son jouet préféré était un dragon. Comme plusieurs garçons de son âge, il voulait marier sa mère à l'âge adulte. Mine de rien, il était très attaché à sa sœur et acceptait difficilement qu’elle fasse des choses sans lui. Par exemple, il n'avait pas aimé lorsque Cannelle était allée à un spectacle de danse avec Mélodie sans l'inviter. Son père, Perlin, lui avait alors expliqué que ce serait son tour une autre fois.
- Perlin

Père des jumeaux et mari de Perline, il était l’image paternelle. Il était très doux, chantait des berceuses pour endormir les enfants, mais savait faire preuve d'autorité. Ses enfants savaient qu'ils devaient lui obéir pour ne pas encourir de punition. L'impatience occasionnelle de Perlin démontrait au public que les parents peuvent parfois vivre des moments difficiles qui leur font perdre patience. Perlin faisait malgré tout figure de bon père, lequel travaille dur (dans la construction) afin de s'assurer que sa famille ne manque de rien. Lui et sa famille représentaient une famille ordinaire qui vivait en ville et qui ne roulait pas sur l’or, sans être pauvre toutefois.
- Perline

Maman des jumeaux, Perline était une mère de son époque. Elle devait travailler à temps partiel au petit dépanneur du coin pour subvenir aux besoins de la famille, même si son mari avait un emploi à temps plein. Elle éduquait ses enfants de son mieux. Elle semblait être la mère parfaite, compréhensive à souhait, mais ne s’en laissait pas imposer et pouvait très bien chicaner les enfants et les punir. Elle était toutefois généralement très douce et rieuse. Elle démontrait également que le rôle d’une mère était très exigeant et qu’elle pouvait être épuisée. Elle avait de bonnes valeurs qu’elle tentait d’inculquer à ses enfants.
- Grand-Papa Bi

Il était le père de Perline, le grand-père de Pruneau, de Cannelle et de leur cousin Rigodon. Grand-papa Bi était veuf. Il était un grand-père tout ce qu’il y a de plus conventionnel. Il aimait bien gâter ses petits-enfants et jouer avec eux. Il les emmenait faire du camping et les instruisait sur la nature. Il était propriétaire d'une animalerie, où il avait acheté sa souris « Tout p’tite » et les poissons rouges qu’il avait offerts en cadeau aux jumeaux. Malgré son âge, il demeurait très vigoureux.
- Ti-Brin

Ce garçon un peu plus vieux que les jumeaux était un leader, qui aimait jouer des tours. Il représentait l’ami un peu rebelle des jumeaux, pouvant parfois les influencer négativement. Cependant, il n’avait pas que des mauvaises idées et savait divertir son entourage. C'était un garçon débrouillard et attachant avec son manteau de cuir et sa casquette.
- Mélodie

Meilleure amie de Cannelle, elle était un petit peu ronde, ce dont Pruneau avait dit que ça ne le dérangeait pas car elle était gentille. Elle avait une petite sœur du nom de Sosie qui voulait toujours la suivre et l'imiter, ce qui ne faisait pas son affaire. Mélodie était du genre naïve et un peu plaignarde. Malgré tout, tous les enfants l’aimaient bien. Ses parents étaient séparés et elle vivait avec sa mère, voyant son père à l’occasion. C’était le début des familles éclatées dans la société et elle montrait au public qu’elle pouvait bien fonctionner quand même. Dans la deuxième génération, on a vu apparaître son frère Giboulé et son père Tamarin.
- Rigodon

Rigodon était le cousin de Cannelle et Pruneau et il vivait sur une ferme à la campagne. C’est pour cette raison qu’il ne connaissait pas toujours les jeux des autres enfants puisqu’il ne jouait pas nécessairement aux mêmes choses. Cependant, étant plus vieux, il leur apprenait toutes sortes de choses. Il leur expliquait entre autres ce que c’était de vivre à la campagne, un peu comme Fardoche faisait avec les fantaisistes. Il leur apprenait ce qu’il faisait dans sa grande école, la maternelle. Il était un peu plus mature que ses cousins, mais aimait bien jouer des tours également. Il venait régulièrement rendre visite à ses deux cousins et parfois c'était ces derniers qui lui rendaient visite à la campagne. Il avait un chien qui s'appelait Bijou.
- Doualé

Doualé était le modèle immigrant de l'émission. Son nom est d'ailleurs un jeu de mots avec « D'où elle est? ». Elle était originaire d'une île dans les Antilles, la Cantaloupe, où l'on parlait le créole. Elle était l'amie de Cannelle et Pruneau et allait à la même garderie. Son rôle dans la série était fort simple, soit de démontrer qu’elle était comme n’importe quel enfant, même si elle n’avait pas la peau de la même couleur et qu’elle ne venait pas du même pays. D’ailleurs, elle enseignait au public sur sa culture, ne serait-ce qu’en chantant une chanson créole. Elle avait un rôle de prévention du racisme et malgré ses différences, elle était très acceptée auprès des autres enfants.
- Mme Coucou

Elle était la voisine sympathique, amie de Perline. Elle aimait faire plaisir aux autres et leur venir en aide. Elle avait plus d’un tour dans son sac et les enfants l’aimaient bien, même si elle donnait des becs en pincette et qu’ils détestaient cela. Elle était également l’image de la mère célibataire puisqu’elle avait eu un bébé nommé Cachou et qu'aucune mention concernant le père de l'enfant n'avait été faite dans l'émission. La naissance de Cachou avait d’ailleurs été tout un événement qui avait permis d'informer le public sur les bébés et sur le fait que ces derniers grandissent pour devenir des enfants puis des adultes.
- Virgule

Virgule était un étudiant et également le gardien de Pruneau et Cannelle. Arborant des cheveux noirs et frisés, il était un peu le prolongement des parents auprès des jumeaux. Il leur faisait faire des jeux et du bricolage tout en étant un gardien agréable et amusant, ses blagues font toujours rire Cannelle particulièrement, il va s'occuper celle-ci quand elle a la varicelle, il la surnomme "sauterelle".
- Guillemet

Il était le frère de Virgule, le gardien habituel de Cannelle et Pruneau et le remplaçait lorsque celui-ci ne pouvait pas y aller. Il montrait que malgré l'absence des parents, les règlements habituels s'appliquaient toujours, auxquels il expliquait des choses essentielles comme ce qu’il faut faire en cas d’incendie. Il garde souvent Mélodie et sa sœur Sosie, aussi Cachou Coucou. Il n'est pas rare de le voir garder plus que 2 enfants en même temps.
- Carmine

Elle était l’éducatrice à la garderie que fréquentaient les enfants. Douce et gentille, tous les enfants l’aimaient et elle trouvait toujours de quoi les occuper. Elle réglait les conflits, réconfortait les petits cœurs blessés et donnait de l’affection. Elle possédait un petit canari du nom de Cui-Cui et les enfants l’aimaient bien lui aussi.
- Alakazou

Il s'agit d'un zèbre parlant, qui était le héros d'une série télévisée appréciée par Cannelle et Pruneau. Il leur apprenait des choses et il les divertissait. Il représentait un peu auprès de Pruneau et Cannelle ce que les fantaisistes représentaient auprès du public.

## Liste des épisodes
Contenu de chacun des épisodes.

### 1reGénération(1977-1979)
1. Bonjour (1977)
2. Les deux côtés (1977)
3. Chacun son tour (1977)
4. Qui est là? (1977)
5. Poils et plumes (1977)
6. Pousse, tire (1977)
7. Coq ou poule (1977)
8. Partage (1977)
9. Plein et vide (1977)
10. La flûte (1977)
11. Le petit zèbre (1977)
12. Virgule (1977)
13. La panne d'électricité (1977)
14. Les feuilles mortes (1977)
15. Les labours (1977)
16. Les messages (1977)
17. La grenouille (1978)
18. Le cheval (1978)
19. On se déguise (1978)
20. L'orignal (1978)
21. Les glaçons (1978)
22. La laine (1978)
23. Les poissons (1978)
24. Les Chinois (1978)
25. Lourd et léger (1978)
26. Une vitre cassée (1978)
27. Le petit sapin (1978)
28. Pas de géant (1978)
29. Du lait pour les bébés (1978)
30. Raquettes et mocassins (1978)
31. Dans la neige (1978)
32. Une journée d'hiver (1978)
33. Le cirque (1978)
34. La cabane à sucre (1978)
35. Les oiseaux (1978)
36. Les oeufs (1978)
37. Les métiers (1978)
38. Le printemps (1978)
39. Tic tac toc (1978)
40. Le potager (1978)
41. Trois petits singes (1978)
42. Le loup et la chèvre (1978)
43. Les Antilles (1978)
44. Le vétérinaire (1978)
45. Les odeurs (1978)
46. La fête du pain (1978)
47. Le pique-nique (1978)
48. Ti-Jean et le géant (1978)
49. Le jardin (1978)
50. L’éléphant (1978)
51. Les aimants (1978)
52. Vive le maïs (1978)
53. Anniversaire (1978)
54. Voir, entendre, sentir (1978)
55. Et patati et patata (1978)
56. Feu de camp (1978)
57. Ressemblances et différences (1978)
58. La maison (1978)
59. Où est le chat de grand-mère? (1978)
60. Les déchets (1978)
61. On se prépare à hiberner (1978)
62. Les pompiers (1978)
63. On joue (1978)
64. Histoire de chaise (1978)
65. Matériaux et outils (1978)
66. Le temps des Fêtes (1978)
67. Joyeux Noël! (1978)
68. Fleurs séchées (1978)
69. Le papier (1979)
70. Le vent (1979)
71. Nom et identité (1979)
72. La bibliothèque (1979)
73. Arrêtez de pousser (1979)
74. Je me brosse les dents (1978)
75. La réprimande (1979)
76. Les vêtements (1978)
77. Le hockey (1979)
78. Cheveux et poils (1979)
79. Ça va mal aujourd’hui (1979)
80. Les sculptures (1979)
81. Le petit matin (1979)
82. Les muscles (1979)
83. Goûts et aptitudes (1979)
84. L’école maternelle (1979)
85. On ne parle pas, on chante (1979)
86. Les voix, c’est pas pareil (1979)
87. Miroir… miroir… (1979)
88. Naissance et renaissance (1979)
89. Jeux dramatiques (1979)
90. Le travail (1979)
91. Trop et assez (1979)
92. Le village (1979)
93. Promenade dans les bois (1979)
94. La glace (1979)
95. Le pipi au lit (1979)
96. Le nez (1979)
97. La patience (1979)
98. La plus grosse menterie (1979)
99. La traîne sauvage (1979)
100. Goéland, pic-bois ou fauvette (1979)
101. Au printemps la perdriole (1979)
102. Le distrait (1979)
103. Qui est où (1979)
104. L’été s’en vient (1979)
105. Le chocolat (1979)
106. La fête de l’eau (1979)
107. J’écoute et je regarde (1979)
108. Une île (1979)
109. L’épicerie (1979)
110. Bon coup, mauvais coup (1979)
111. Cause et effet (1979)
112. Le sable c’est fait pour… (1979)
113. Laissez-moi parler (1979)
114. On joue à la cachette (1979)
115. La corde à danser (1979)
116. Une surprise (1979)
117. L’arbre mort (1979)
118. La permission (1979)
119. Le plombier (1979)
120. Un gardien (1979)
121. Les faits (1979)
122. C’est le temps des fraises (1979)
123. En avant la musique (1979)
124. Le zoo (1979)
125. Au revoir! (1979)

### 2egénération(1983-1984)
1. Les billes
2. Quand Perline était petite
3. Le retard de Passe-Partout
4. Bijou et la corde à danser
5. Les sucette à glacées
6. C'est ma place
7. Mélodie a renversé son lait
8. L'accident de Rigodon
9. Les hamsters
10. Fardoche est malade
11. Le collier de perle
12. La planète bleue
13. Mélodie et parents-secours
14. Faut du changement
15. Doualé ne veut pas parler
16. Le Koala
17. L'été en hiver
18. Les vaches et la couleur du lait
19. Mélodie n'as pas de collation
20. L'heure du coucher
21. Le marché aux puces
22. T'es plus mon ami
23. J'en veux un baladeur
24. La folie des contraires
25. Le grand ménage
26. Le code secret
27. La pudeur de Canelle
28. Le yoga chinois
29. Le jeu du quartier
30. Le ballet-jazz
31. On joue à l'ascenseur
32. Le papillon perdu
33. La peur et la guerre
34. L'anniversaire de Fardoche
35. Le géant bleu
36. La maison bulle
37. Peux-tu mourir, Tamarin?
38. Jeu de branch et branch
39. Tu saignes du nez
40. L'île déserte
41. Mélodie, partie en Oedipe
42. L'année nouvelle
43. Pruneau, homme-grenouille
44. Le pâté-chinois
45. Le roi du monde entier
46. Les amygdales
47. Mme Carreau doit déménager
48. Le trésor des nœuds papillons
49. La sollicitation
50. Le grand-père de Ti-Brin est mort

### 3e génération (1987)
1. Les maladies
2. Les lapins chez les Passes
3. Le Tohu-Bohu
4. Les habitudes bouleversées
5. Toutouvert
6. Le cadeau de Quannanak
7. La planète Pongéponge
8. Le pays des automates
9. Nous-nous c'est à tout le monde
10. Le sculpteur de Moumou
11. Bougeotte
12. Tintinnabulle enfleuré
13. Jade, maître de cérémonie
14. Les tintinnas tintouins
15. Désir à trois
16. Au pays de Bombance
17. Les objets tintinnabulesques
18. La sorcière en vadrouille
19. Les perroquets tralalères
20. L'invisibilité

### 4egénération
| Épisodes | 1988                                    | 1990                                     | 1991-1992                        |
| -------- | --------------------------------------- | ---------------------------------------- | -------------------------------- |
| 1        | Une lettre de Tourbillon                | Anis en voyage                           | Tristesse pour Tourmaline        |
| 2        | Apprivoiser Tourbillon                  | Abastraction                             | Les retrouvailles                |
| 3        | Canelle et Pruneau ont peur             | Es-ce qu'ils vont venir vivre avec nous? | La vérité sur le mensonge        |
| 4        | Je veux faire tenir mon chien           | Tic-Tac-Toc                              | Loriot intimidé                  |
| 5        | Des sons pour histoire                  | C'est moi qui le dis                     | Ça ne va pas bien                |
| 6        | Des fleurs et le thermomètre            | Je fais ma valise                        | Coralie s'affirme                |
| 7        | Tourmaline parodie                      | Loriot accuse Mélidor                    | Comme Tourbillon                 |
| 8        | Mélise veut qu'on l'aide                | Eurêka!                                  | Loriot joue avec les médicaments |
| 9        | Le jeu le plus fou                      | Mélise a peur d'un chien!                | il est comme il est              |
| 10       | Fusain et Mélise viennent souper        | Tourner en rond                          | Pruneau et Coralie inquiets      |
| 11       | L'invitation à souper                   | Jouvain, papa de Loriot                  | Je peux faire tout ça            |
| 12       | J'ai besoin de mon raton-laveur         | La rumeur                                | La fête de l'Été                 |
| 13       | La tortue                               | Le cauchemar de Canelle                  | Passe-Montagne aux papillons     |
| 14       | C'est à moi, je la veux                 | Chacun ses goûts                         | La ligne à pêche                 |
| 15       | Un défilé de bicyclettes                | Un oiseau en détresse                    | L'espace vital                   |
| 16       | Le canari de Coralie                    | Au pays du gros caillou                  | Loriot respire mal               |
| 17       | Les parapluies de Cherbourg             | Coralie gaffeuse                         | Le coucou perdu                  |
| 18       | Des enfants bien aimés                  | Le cocorico du coq                       | Mélise, tonitruante              |
| 19       | La peine de Passe-Montagne              | L'attente                                | Voyage en tandem                 |
| 20       | La guenille brûlée                      | L'oubli de Passe-Midi                    | Cannelle entêtée                 |
| 21       | Les mains parlantes                     | Les cailloux de Pruneau                  | Un kiwi détendant                |
| 22       | Maman, jure-le-moi                      | L'autre bras                             | Alakazou, sculpteur passionné    |
| 23       | Il paraît que...                        | Cannelle exclusive                       | Un mouton récalcitrant           |
| 24       | Coralie ne pourras pas faire son projet | Ténacité                                 | Loriot découvre le camping       |
| 25       | Qui que vous soyez                      | On échange nos jeux                      | La boites à idées                |
| 26       | Je suis un vroum                        | Souvenirs, souvenirs                     | Donné c'est donnée               |
| 27       | Hum hum la joie                         | Le robot de Cannelle                     | Rêvez-vous?                      |
| 28       | Concerto rigolo                         | Laisse-moi essayer toute seule           | Tous ensemble comme avant        |
| 29       | Le tango du livre                       | Coralie s'iimpatiente                    |                                  |
| 30       | La rivalité fraternelle                 | Ici et là                                |                                  |
| 31       | Pas bonne pour ça                       | Vilarie chez Pruneau                     |                                  |
| 32       | J'aime les histoires                    | Voyons-Voyons raconte                    |                                  |
| 33       | Pince-tout se fait pincer               | Tour à tour                              |                                  |

### 5eGénération(printemps 2019)
1. Bonjour!
2. Chacun son tour
3. Bonjour matin!
4. Ensemble, on est plus fort!
5. Prendre soin
6. Et que ça saute!
7. Le temps des pommes
8. Juste… pas juste!
9. Ça pousse!
10. Framboises et éléphant!
11. Les aimants
12. L'anniversaire de Passe-Partout
13. Ce qu'on jette, ce qu'on garde
14. Les feuilles d'automne
15. Les bons gros légumes
16. Les messages
17. Le vélo d'automne
18. Les maisons
19. Nuit d'automne
20. À l'école
21. L'été musical
22. Papier vivant!
23. C'est moi!
24. Un, deux, trois, partez!
25. Petits tours et drôles de dents
26. Les vêtements
27. Le petit matin
28. J'aime les animaux
29. La laine des moutons
30. Poils et Plumes
31. Vite et lentement
32. Du lait pour les bébés
33. Dans la neige
34. Jour de tempête
35. Un bébé dans le ventre
36. Les grenouilles
37. Voyage
38. Musique et Observation
39. Le bébé de Madame Coucou
40. Le temps est à la fête!

### 5eGénération(automne 2019)
1. J'aime le hockey!
2. Ça va mal aujourd'hui!
3. La fête de l'eau
4. Les traces
5. C'est rond!
6. Le temps des sucres
7. Les voix, c'est pas pareil
8. Le printemps des animaux
9. Jouons au théâtre!
10. Saute, saute, saute!
11. Invisible!
12. Prendre son temps
13. Drôles d'oiseaux
14. Cocos et compagnie
15. Le réveil du printemps
16. Passe-Plumes
17. Mille façons de s'amuser
18. Les muscles
19. L'orignal
20. Un métier et bien du talent
21. La panne d'électricité
22. Vois-tu ce que j'entends?
23. En bateau!
24. L'épicerie
25. Passe-Partout a le rhume
26. Tic-tac-toe!
27. À chaque problème sa solution
28. Ça roule!
29. Le temps des fraises
30. La patience, ça s'apprend!
31. Pareils mais différents
32. Où est passée Passe-Poil?
33. La fête de l'Halloween
34. Le vent
35. Chocolat
36. Un plus jeune que soi
37. Grande oreille, gros œil, grand nez
38. Vari, varicelle!
39. Maïs! Maïs!
40. La nuit de Noël

### 5eGénération(hiver 2021)
1. Le Jour de l'An
2. Danse petit dauphin
3. Place à l’aventure
4. Le Grand Nord
5. Les monstres
6. Je suis capable
7. Il a du rythme
8. Je patine, tu patines
9. Au temps des chevaliers
10. Les yeux de lynx de Cannelle
11. Les robots
12. Je chuchote
13. Les pierres précieuses
14. La chorale Lu-lu
15. Dehors et dedans
16. En route vers la lune
17. Animaux nocturnes
18. On est prêts
19. Les olympiades
20. Les mains et les pieds
21. Tout petit
22. Les choux-fleurs
23. Ma personnalité
24. Les animaux marins
25. Les jours de la semaine
26. Oups! Désolé…
27. Imaginez
28. La journée des papillons
29. Les trains
30. Le plaisir de donner
31. Passe-Carreau la géante
32. Les dinosaures
33. Les pandas
34. Écoute-moi quand je parle
35. Arc-en-ciel
36. Les mammifères
37. Rond et pointu
38. Les nuages
39. Le chien de Virgule
40. La moufette

## Liste des albums de chansons
- 1980 : Passe-Partout volume 1
- 1981 : Passe-Partout volume 2
- 1981 : Passe-Partout volume 3
- 1982 : Passe-Partout volume 4
- 1984? : Passe-Partout volumes 1-2-3-4 (4 disques en 1 enveloppe)
- 1985 : Passe-Partout volume 5 : Allô les amis
- 1986 : Passe-Partout volume 6 : Le Noël de Cannelle et Pruneau
- 1987 : Passe-Partout volume 7 : Sur des roulettes
- 1988 : Tintinna danse
- 1991 : Concerto rigolo
- 1997 : Passe-Partout : 20 ans ça se fête (Album compilation)
- 2009 : Album génération passe-partout. (Reprises par des Artistes)
- 2019 : Coucou Passe-Partout[24]

## Liste des chansons et comptines originales
| Titre                          | Musique                           | Paroles              | Chanson/comptine |
| ------------------------------ | --------------------------------- | -------------------- | ---------------- |
| Brosse, brosse, brosse         | Pierre F. Brault                  | Bernard Tanguay      | chanson          |
| À trois, on a…                 | Pierre F. Brault                  | Bernard Tanguay      | chanson          |
| Zig Zag                        | Pierre F. Brault                  | Bernard Tanguay      | chanson          |
| C'est autour                   | Pierre F. Brault                  | Bernard Tanguay      | chanson          |
| Les métiers                    | Pierre F. Brault                  | Bernard Tanguay      | chanson          |
| Les petits fils de couleurs    | Pierre F. Brault                  | Bernard Tanguay      | chanson          |
| Le rêve de grand-mère          | Pierre F. Brault                  | Bernard Tanguay      | chanson          |
| Le fantôme blanc               | Pierre F. Brault                  | Bernard Tanguay      | chanson          |
| Chanson thème                  | Pierre F. Brault                  | Michèle Poirier      | chanson          |
| Noël Noël                      | Pierre F. Brault                  | Michèle Poirier      | chanson          |
| Les vêtements                  | Pierre F. Brault                  | Michèle Poirier      | chanson          |
| Le casse-tête                  | Pierre F. Brault                  | Michèle Poirier      | chanson          |
| Bon dodo, mon ami              | Pierre F. Brault                  | Michèle Poirier      | chanson          |
| Dans le ventre de sa maman     | Pierre F. Brault                  | Michèle Poirier      | chanson          |
| Le p'tit printemps             | Pierre F. Brault                  | Michèle Poirier      | chanson          |
| Cannelle et Pruneau            | Pierre F. Brault                  | Michèle Poirier      | chanson          |
| Une maison deux enfants        | Pierre F. Brault                  | Michèle Poirier      | chanson          |
| Des fois j'air peur            | Pierre F. Brault                  | Michèle Poirier      | chanson          |
| La ronde du baiser-papillon    | Pierre F. Brault                  | Michèle Poirier      | chanson          |
| Les maisons                    | Pierre F. Brault                  | Michèle Poirier      | chanson          |
| L'été                          | Pierre F. Brault                  | Michèle Poirier      | chanson          |
| Les poissons                   | Pierre F. Brault                  | Michèle Poirier      | chanson          |
| C'est l'été                    | Pierre F. Brault                  | Michèle Poirier      | chanson          |
| Toc toc toc                    | Pierre F. Brault                  | Michèle Poirier      | chanson          |
| Parle parle... on va t'écouter | Pierre F. Brault                  | Michèle Poirier      | chanson          |
| Les pays chauds                | Pierre F. Brault                  | Ronald Prégent       | chanson          |
| Les grenouilles                | Pierre F. Brault                  | Ronald Prégent       | chanson          |
| Dans le poulailler             | Pierre F. Brault                  | Ronald Prégent       | chanson          |
| Bedon bedondaine               | Pierre F. Brault                  | Bernard Tanguay      | chanson          |
| La nuit                        | Pierre F. Brault                  | Bernard Tanguay      | chanson          |
| Le cirque                      | Pierre F. Brault                  | Bernard Tanguay      | chanson          |
| Les beaux légumes              | Pierre F. Brault                  | Ronald Prégent       | chanson          |
| Monsieur le chat               | Pierre F. Brault                  | Ronald Prégent       | chanson          |
| Alakazou                       | Pierre F. Brault- Michel Robidoux | Michèle Poirier      | chanson          |
| Mes yeux                       | Jacques L'Heureux                 | Bernard Tanguay      | chanson          |
| Quand j'apprends des choses    | Michel Robidoux                   | Bernard Tanguay      | chanson          |
| J'ai du poil                   | Michel Robidoux                   | Bernard Tanguay      | chanson          |
| La nouvelle année              | Michel Robidoux                   | Jean-Pierre Liccioni | chanson          |
| Le contraire                   | Michel Robidoux                   | Jean-Pierre Liccioni | chanson          |
| Amis pour la vie               | Michel Robidoux                   | Jean-Pierre Liccioni | chanson          |
| Dans mon quartier              | Michel Robidoux                   | Jean-Pierre Liccioni | chanson          |
| À la queue leu leu             | Michel Robidoux                   | Jean-Pierre Liccioni | chanson          |
| Je sens tout                   | Michel Robidoux                   | Jean-Pierre Liccioni | chanson          |
| Minou, minou                   | Michel Robidoux                   | Jocelyne Goyette     | chanson          |
| J'oublie                       | Michel Robidoux                   | Jocelyne Goyette     | chanson          |
| Comme un champignon            | Michel Robidoux                   | Jocelyne Goyette     | chanson          |
| On range tout                  | Michel Robidoux                   | Jocelyne Goyette     | chanson          |
| C'est ta fête                  | Michel Robidoux                   | Jocelyne Goyette     | chanson          |
| Sur des roulettes              | Michel Robidoux                   | Jocelyne Goyette     | chanson          |
| C'est ma mère                  | Michel Robidoux                   | Jocelyne Goyette     | chanson          |
| La bougeotte                   | Michel Robidoux                   | Jocelyne Goyette     | chanson          |
| Allô les amis                  | Michel Robidoux                   | Jocelyne Goyette     | chanson          |
| Y a qu'un Alakazou             | Michel Robidoux                   | Jocelyne Goyette     | chanson          |
| Plus de bing bang bang         | Michel Robidoux                   | Jocelyne Goyette     | chanson          |
| Farfadet                       | Michel Robidoux                   | Michèle Poirier      | chanson          |
| P'tit patin à roulettes        | Michel Robidoux                   | Michèle Poirier      | chanson          |
| Le livreur à bicyclette        | Michel Robidoux                   | Michèle Poirier      | chanson          |
| Charlotte et Raoul             | Michel Robidoux                   | Ronald Prégent       | chanson          |
| Les outils                     | Michel Robidoux                   | Ronald Prégent       | chanson          |
| Laisser sa trace               | Pierre F. Brault                  | Bernard Tanguay      | chanson          |
| Aiguille d'épinette            |                                   | Bernard Tanguay      | comptine         |
| Grand nez, gros nez            |                                   | Bernard Tanguay      | comptine         |
| Poils et plumes                |                                   | Bernard Tanguay      | comptine         |
| J'ai deux yeux                 |                                   | Bernard Tanguay      | comptine         |
| C'qui est croisé               |                                   | Bernard Tanguay      | comptine         |
| Au feu, au feu                 |                                   | Bernard Tanguay      | comptine         |
| La mouche                      |                                   | Bernard Tanguay      | comptine         |
| Des sons, des sons             |                                   | Jean-Pierre Liccioni | comptine         |
| Un p'tit chocolat au lait      |                                   | Jean-Pierre Liccioni | comptine         |
| Bouche tordue                  |                                   | Jean-Pierre Liccioni | comptine         |
| Tape tape tape                 |                                   | Jean-Pierre Liccioni | comptine         |
| Tourne boule                   |                                   | Jean-Pierre Liccioni | comptine         |
| Pouet pouet                    |                                   | Jean-Pierre Liccioni | comptine         |
| La marelle                     |                                   | Jean-Pierre Liccioni | comptine         |
| Faut du changement             |                                   | Jean-Pierre Liccioni | comptine         |
| Boule de gomme                 |                                   | Jean-Pierre Liccioni | comptine         |
| Ma peau                        |                                   | Jean-Pierre Liccioni | comptine         |
| Tarabiscoté                    |                                   | Jean-Pierre Liccioni | comptine         |
| On ferme les yeux              |                                   | Jocelyne Goyette     | comptine         |
| Pirikimini                     |                                   | Jocelyne Goyette     | comptine         |
| Numéro deux                    |                                   | Jocelyne Goyette     | comptine         |
| Le caca du chien               |                                   | Jocelyne Goyette     | comptine         |
| Oui oui oui                    |                                   | Jocelyne Goyette     | comptine         |
| Cristaux de Noël               |                                   | Michèle Poirier      | comptine         |
| Il faut brosser ses dents      |                                   | Michèle Poirier      | comptine         |
| Comment brosser ses dents      |                                   | Michèle Poirier      | comptine         |
| Attention p'tits yeux ronds    |                                   | Michèle Poirier      | comptine         |
| Mon bagage                     |                                   | Michèle Poirier      | comptine         |
| Le bruit                       |                                   | Michèle Poirier      | comptine         |
| Petit poisson                  |                                   | Michèle Poirier      | comptine         |
| La souris noire                |                                   | Michèle Poirier      | comptine         |
| Il fait noir                   |                                   | Michèle Poirier      | comptine         |
| Sapin, pin, pin                |                                   | Ronald Prégent       | comptine         |
| Un ours qui tousse             |                                   | Ronald Prégent       | comptine         |
| À la quincaillerie             |                                   | Ronald Prégent       | comptine         |
| Les feuilles                   |                                   | Ronald Prégent       | comptine         |
| Un deux trois                  |                                   | Ronald Prégent       | comptine         |
| J'ai un bateau                 |                                   | Ronald Prégent       | comptine         |
| J'ai mal au nez                |                                   | Ronald Prégent       | comptine         |
| Le papier                      |                                   | Ronald Prégent       | comptine         |
| Lune en caramel                |                                   | Ronald Prégent       | comptine         |

## Récompenses et Nominations
- Adisq 1981 : Album enfants de l'année: Passe-Partout Vol. 1 et Vol. 2 (nomination)
- Adisq 1982 : Album enfants de l'année: Passe-Partout Vol. 3 (gagnant)
- Adisq 1983 : Album enfants de l'année: Passe-Partout Vol. 4 (gagnant)
- Adisq 1986 : Vol.6 de Pruneau et Canelle (gagnant)
- Adisq 1987 : Comme sur des roulettes Vol.7 (nomination)
- Adisq 1992 : Félix de l’Album de l’année – Enfant: Passe-Partout Concerto rigolo (gagnant) [28]

## Anecdotes
- Une rumeur persiste sur un jeune ado de 12 ans qui apparaît dans la 1re génération, celui qui cherche sa main. Des rumeurs persistent en disant que c'est Jean Leloup mais ce n'est pas lui, c'est plutôt Daniel Scott[29], compositeur de musique de films.
- Selon les dires, les auteurs s'inspirent d'anecdotes tirées des vies de Claire Pimparé et de Marie Eykel comme : Passe-Partout raconte qu'elle a de la difficulté à sortir d'un autobus, un fait qu'a vécu Marie Eykel quand elle était petite. Pierre Dufresne a raconté qu'il avait aidé une petite fille de quatre ans perdue dans le métro, se prenant pour Fardoche, il l'a aidée. Cette scène a inspiré une scène de métro dans le 2e génération lorsqu'une petite fille perd contact avec son père dans le métro et demande de l'aide à un gardien de sécurité.
- Pierre Dufresne est un joueur de tours et parfois ses tours apparaissent à l'écran, soit du lait non-pasteurisé bu par Passe-Partout, ou il laisse un sac de patate trop lourd à Passe-Carreau. Cette dernière fut aussi la victime de la colère un peu trop forte de Fardoche.
- Il y a eu des plaintes sur la colère de Fardoche, Passe-Partout joue dans la terre, car ça encourageait les enfants à jouer dans la terre et se salir comme elle fit et le côté trop stéréotypé de Doualé, à la première apparition n'était pas la même qu'à se seconde apparition[30].
- Un blooper s'est infiltré dans un épisode où les trois fantaisistes sont couchés dans une tente, les filles ferment la fermeture Éclair du sac de couchage de Passe-Montagne, les filles se sauvent et Passe-Montagne les poursuit, on peut entendre Jacques L'heureux dire "Mes écœurantes !"[31].
- Dans les premiers génériques, on peut voir que Mirielle Lachance a été mal écrit, on pouvait lire: MIREILLE Lachance
- Le départ de Claire Pimparé, à la 2e génération, fut une question de solidarité pour les auteurs partis et par principe car des produits dérivés sortiront sur le marché[32]!